# Bath (Pensilvania)
Bath es un borough ubicado en el condado de Northampton en el estado estadounidense de Pensilvania. En el año 2000 tenía una población de 2.678 habitantes y una densidad poblacional de 1,143.1 personas por km².

## Geografía
Bath se encuentra ubicado en las coordenadas 40°43′36″N 75°23′25″O / 40.72667, -75.39028.

## Demografía
Según la Oficina del Censo en 2000 los ingresos medios por hogar en la localidad eran de $40,825 y los ingresos medios por familia eran $52,300. Los hombres tenían unos ingresos medios de $37,039 frente a los $26,053 para las mujeres. La renta per cápita para la localidad era de $18,724. Alrededor del 7.9% de la población estaba por debajo del umbral de pobreza.